# Bazelat
Bazelat – miejscowość i gmina we Francji, w regionie Nowa Akwitania, w departamencie Creuse.
Według danych na rok 1990 gminę zamieszkiwały 303 osoby, a gęstość zaludnienia wynosiła 23 osoby/km² (wśród 747 gmin Limousin Bazelat plasuje się na 353. miejscu pod względem liczby ludności, natomiast pod względem powierzchni na miejscu 489.).
Przez miejscowość przepływa rzeka Abloux.